# Baymirza Hayit
Baymirza Hayit (usbekisch Boymirza Hayit; * 17. Dezember 1917 Jarqoʻrgʻon, Usbekistan; † 31. Oktober 2006 in Köln) war ein usbekischer Historiker und Orientwissenschaftler. Seine Spezialgebiete waren die Geschichte Turkestans und des weiteren Zentralasiens.

## Biografie
Geboren wurde Hayit in einem Dorf namens Jarqoʻrgʻon in der Provinz Namangan. Mit acht Geschwistern wuchs er bei seinen Eltern Rabiya Hayit und Mirza Mahmutmirzaoğlu auf.
Schon als Heranwachsender interessierte er sich für Literatur und Geisteswissenschaften. Trotz der Entbehrungen der 1930er Jahre graduierte er 1939 an der Universität Taschkent. Im gleichen Jahr wurde er als Oberleutnant in die Rote Armee berufen. Hayit verließ die Provinz Namangan im Dezember 1939 und wurde als Befehlshaber einer Panzereinheit in Polen stationiert. Er kämpfte im Zweiten Weltkrieg für die Rote Armee, bis er 1941 in deutsche Kriegsgefangenschaft geriet. Danach kämpfte er als Offizier innerhalb der Wehrmacht in der turkestanischen Legion. Während dieser Zeit lernte er auch Mustafa Chokaew kennen, der als legendärer Rebell für ein autonomes Turkestan in die Geschichte einging.
Nach dem Krieg ließ Hayit sich in Westdeutschland nieder und schrieb sich 1947 an der Universität Münster ein. Er studierte Geschichtswissenschaft, Orientalistik und Islamwissenschaft, widmete sich der Erforschung seiner Heimat und promovierte im Jahr 1950 mit seiner Arbeit „Die nationalen Regierungen von Kokand und der Alasch Orda.“ Im gleichen Jahr heiratete er auch eine Kölner Ärztin, mit der er zwei Söhne (Ertay und Mirza) und eine Tochter (Dilbar) bekam.
In den Folgejahren veröffentlichte Hayit zahlreiche Artikel und fünfzehn Bücher auf Deutsch, Englisch und Türkisch über die Geschichte Turkestans (die mittlerweile unabhängigen Republiken Turkmenistan, Tadschikistan, Kirgisistan, Kasachstan, Usbekistan und die zu China gehörende Provinz Sinkiang).
Zu seinen bedeutendsten Werken gehören Turkestan im XX. Jahrhundert, Sowjetrussische Orientpolitik am Beispiel Turkestans, Die Wirtschaftsprobleme Turkestans, Turkestan zwischen Russland und China und Basmatschi: Nationaler Kampf Turkestans in den Jahren 1917 bis 1934.
Hayit lehrte an verschiedenen Universitäten. Er war als Assistent an der University of London tätig und hatte Lehraufträge an der Harvard University (Cambridge/Mass.), der Hacettepe-Universität Ankara, der Universität Istanbul und der Marmara-Universität in Istanbul.
Hayit war ein großer Verfechter der Schaffung und Unabhängigkeit zentralasiatischer Staaten, die sich unter sowjetischer oder chinesischer Oberhand befanden. Seine Arbeiten wurden daher in der Sowjetunion verschmäht. Auch im heutigen Usbekistan wurden sie kontrovers diskutiert.
In anderen Teilen der Welt wurden seine Werke jedoch aufgrund ihrer hohen politischen und historischen Bedeutung geschätzt. Hayit war einer der wenigen Historiker, der den Raum Turkestan in seiner Gesamtheit zum Forschungsthema machte. Besonders im türkischsprachigen Raum genoss er großes Ansehen. Im Jahr 2004 wurde er von der Technischen Universität Istanbul für sein Lebenswerk mit der Ehrendoktorwürde ausgezeichnet.
Baymirza Hayit starb am 31. Oktober 2006 im Alter von 88 Jahren in Köln.

## Bibliographie
Bücher
- Die Nationalen Regierungen von Kokand und der Alasch Orda. Dissertation, Universität Münster, München, 1950.
- Sowjetrussische Orientpolitik am Beispiel Turkestan. Kiepenheuer & Witsch, Köln/Berlin 1962, DNB 451879988.
- Documents: Soviet Russias Anti-Islam-Policy in Turkestan. 2 Bände, Gerhard von Mende, Düsseldorf 1958.
- Turkestan im XX Jahrhundert. Leske, Darmstadt 1956.
- Sowjetrussischer Kolonialismus und Imperialismus in Turkestan als Beispiel des Kolonialismus neueren Stils gegenüber einem islamischen Volk in Asien. Anthropological Publications, 1965, DNB 451879961.
- Turkestan Zwischen Russland Und China. Philo Press, Amsterdam 1971, ISBN 90-6022-347-0.
- Turkestan. Im Herzen Euroasiens. Studienverlag, 1980, ISBN 3-922145-50-7.
- Some thoughts on the problem of Turkestan. Institute of Turkestan Research, 1984, OCLC 49000973
- Islam and Turkestan Under Russian Rule. Can Matbaa, Istanbul 1987, OCLC 18760122.
- Turkestan als historischer Faktor und politische Idee. Festschrift für Baymirza Hayit zu seinem 70. Geburtstag, 17. Dezember 1987. ISBN 3-89210-130-2.
- Basmatschi: Nationaler Kampf Turkestans in den Jahren 1917 bis 1934. Dreisam, Köln 1993, ISBN 3-89452-373-5, ISBN 3-89607-080-0.
- Yeni Çag Türkistan tarihi kaynaklar. Turan Kültür Vakf, 2000, ISBN 975-7893-28-5.
- Berichte und Forschungen über Turkestan. Dreisam, Köln 1997, ISBN 3-89607-475-X.

Artikel
- The Communist Party in Turkestan. In: Central Asian Review. London 1957.
- Turkestan as an Example of Soviet Colonialism. In: Studies on the Soviet Union. 1961, S. 78–95.
- Sowjetrußischer Kolonialismus und Imperialismus in Turkestan. Oosterhout. 1962.
- Turkistanda Emir haqqinda yeni fikir carayanlari. In: Milli Turkistan. No. 126, 1969.[Notizen 1]
- Der Islam und die anti-islamische Bewegung in der Sowjetunion. In: Osteuropa. Band 22, Heft 2, 1972, S. 114–118.
- Turkistan: A case for national independence. In: Journal of Muslim Minority Affairs. Band 1, 1979, S. 38–50.
- Western Turkestan: The Russian Dilemma. In: Journal of Muslim Minority Affairs. Band 6, Nr. I, 1985, S. 137–51.
- Turkestan als historischer Faktor und politische Idee. Studienverlag, Innsbruck 1988.

## Notizen
1. ↑  Diese Zeitschrift wurde herausgegeben von Veli Kajum, in Genf 1942–1945 und dann in Düsseldorf, wo jetzt auch von Mende saß, von 1949 bis 1975. Veli Kajum вели каюм ist insbes. als Zeuge im Nürnberger Prozess bekannt geworden: Interrogation Records, Office of the U.S. Chief of Counsel for the Prosecution of Axis Criminality 1945–1947 (OCCPAC), Roll 9: Kajum-Khan, Veli – Kaltenbrunner, Ernst. – Nach Angaben der SS war von Mende Kajums "wesentlichster (sic) Gönner": "Der Reichsführer SS, SS-Hauptamt, Arbeitsgruppe D: Germanische Leitstelle, Berlin. Betreff: 1. National-Turkestanischer Kongress Wien, 23. Mai 1944," in National Archives, Washington DC, Microcopy T 175, Roll 162. Zu Kajum online, hier als "Khajum"

| Personendaten    | Personendaten                                    |
| ---------------- | ------------------------------------------------ |
| NAME             | Hayit, Baymirza                                  |
| ALTERNATIVNAMEN  | Hayit, Boymirza                                  |
| KURZBESCHREIBUNG | usbekischer Historiker und Orientwissenschaftler |
| GEBURTSDATUM     | 17. Dezember 1917                                |
| GEBURTSORT       | Jarqoʻrgʻon, Usbekistan                          |
| STERBEDATUM      | 31. Oktober 2006                                 |
| STERBEORT        | Köln, Deutschland                                |